# Ratpenat glabre malai
El ratpenat glabre malai (Cheiromeles torquatus) és una espècie de ratpenat de la família dels molòssids que es troba a Indonèsia, Tailàndia, les Filipines i Malàisia.

## Subespècies
- Cheiromeles torquatus torquatus
- Cheiromeles torquatus caudatus
- Cheiromeles torquatus jacobsoni